# Grassau
Grassau este o comună din districtul Traunstein, regiunea administrativă Bavaria Superioară, landul Bavaria, Germania.